# Women Seeking Women
Women Seeking Women (с англ. — «Женщины в поисках женщин») — серия порнофильмов производства Girlfriends Films, повествующая о лесбийском сексе. Выигрывала премию AVN четыре года подряд.

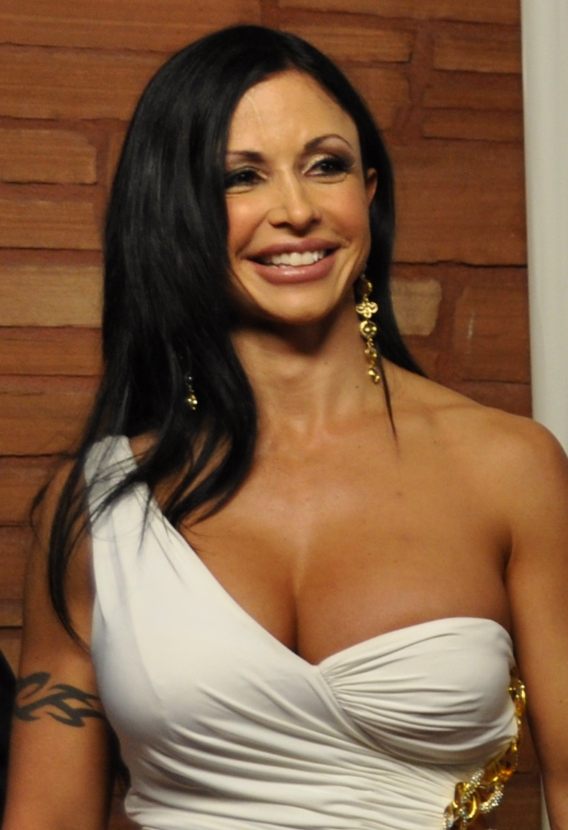
Джуэлс Джейд снялась в одной из первых серий

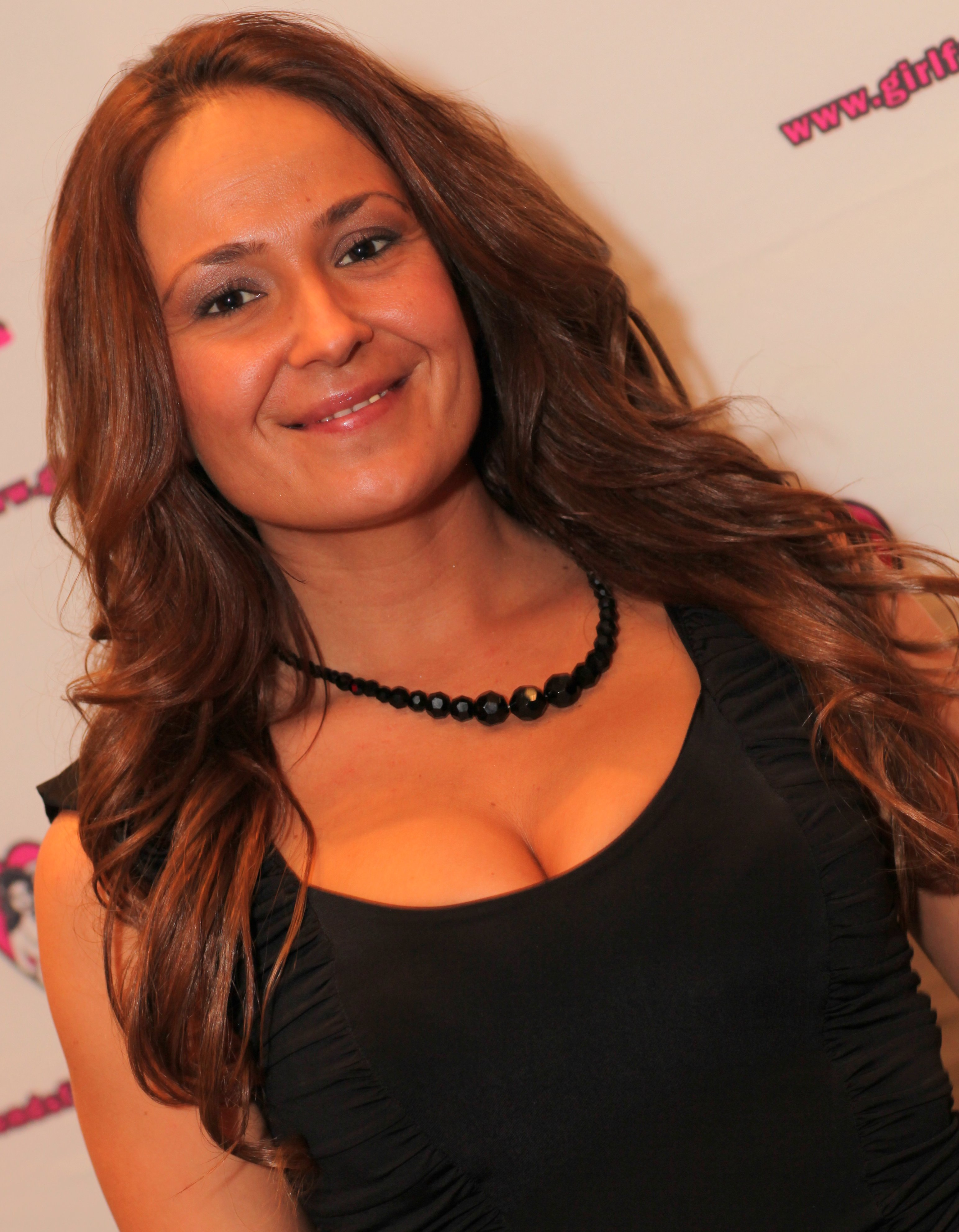
Элексис Монро, также известная как Саванна Джеймс, снялась более чем в 40 сериях фильма

## Описание
Выпущено более 160 серий, в которых сыграли более 400 актрис. В сериале приняли участие многие победители AVN Awards и XRCO Award, в том числе Тори Блэк, Бри Олсон, Бобби Старр, Джулия Энн, Бри Беннет, Дана Деармонд, Рокси Девиль, Таня Тейт, Холли Майклс, Индия Саммер, Вероника Авлав, Эйден Старр и Энди Сан Димас. В год снимается около десяти серий.

## История
Серия была начата в 2002 году владельцем Girlfriends Films Дэном О'Коннелом, который признался в статье в Adult Video News, что он не был уверен, что серия продлится очень долго. «Я не думал, что мы когда-нибудь доберемся до 100...» «Когда мы добрались до 10, я подумал:«Должен ли я прекратить это и просто перейти к чему-то еще?» Вот что я думал!» — сказал О'Коннелл в статье. С тех пор Girlsfriends Films стала ведущим продюсером видео-контента лесбийской тематики.
В декабре 2013 года вышла 100-я серия.

## Премии
- 2008 AVN Award – «лучший лесбийский сериал»[1]
- 2009 AVN Award – «лучший лесбийский сериал»[1]
- 2009 XRCO Award – «лучший лесбийский сериал»[1]
- 2010 AVN Award – «лучший лесбийский сериал»[1]
- 2010 XRCO Award – «лучший лесбийский сериал»[1]
- 2010 NightMoves Award – «лучший лесбийский релиз»[4]
- 2011 AVN Award – «лучший лесбийский сериал»[1]
- 2012 AVN Award – «лучший лесбийский сериал»[5]
- 2013 AVN Award – «лучший лесбийский сериал»[6]

## Список актрис по сериям

### Серии 1-100
| № серии | Год  | Актрисы |
| ------- | ---- | --- |
| 1       | 2002 | Бри Брукс, Холли Голливуд, Келли Стил, Никки Лорен, Николь Мур, Никки Стил |
| 2       | 2002 | Холли Голливуд, Келли Файер, Келли Стил, Никки Лорен, Лена Рамон, Тара Уайлд, Вероника Сноу |
| 3       | 2002 | Джуэлс Джейд, Никки Лорен, Лена Рамон, Мишель Сент-Джеймс, Николь Мур, Сьерра |
| 4       | 2002 | Бри Брукс, Джуэлс Джейд, Келли Стил, Меган, Сабрина Лав-Кокс, Софи, Вероника Сноу |
| 5       | 2002 | Холли Голливуд, Джуэлс Джейд, Джастин Роми, Никки Лорен, Лена Рамон, Меган |
| 6       | 2003 | Саванна Джеймс, Джуэлс Джейд, Лена Рамон, Николь Мур, Софи, Тара Уайлд |
| 7       | 2004 | Butter, Саванна Джеймс, Меган, Мишель Сент-Джеймс, Пенни Флейм |
| 8       | 2004 | Чарли Лэйн, Лена Рамон, Николь Мур, Пенни Флейм, Вероника Сноу |
| 9       | 2004 | Champagne, Дженнифер Рид, Симони Даймонд, Тара Уайлд, Вероника Сноу |
| 10      | 2004 | Дэни, Дестини Сент-Клер, Elle, Никки Лорен, Пантера, Silky Thumper |
| 11      | 2005 | Белла Старр, Чарли Лэйн, Саванна Джеймс, Кайла, Никки Лорен, Мелани |
| 12      | 2005 | Анна Миллс, Белла Старр, Ариэль Саммерс, Холли Морган, Порше Линн |
| 13      | 2005 | Брианна Лав, Саванна Джеймс, Лейла Эванс, Лена Рамон, Лия, Пантера, Вероника Сноу, Виктория |
| 14      | 2005 | Анна Миллс, Брианна Лав, Саванна Джеймс, Гия, Лиза Дэниелс, Мишель Лей, Шеннон Адамс, Валери Эррера |
| 15      | 2005 | Дома, Саванна Джеймс, Марлена, Николь Мур, Рэйчел, Саша, Тиа, Тру |
| 16      | 2005 | Autumn Moon, Дома, Саванна Джеймс, Эмма Редд, Моника Мейхем, Николь Скотт, Пума Свид |
| 17      | 2005 | Алия Тайлер, Брианна Лав, Мика Тэн, Николь Мур, Саша Нокс, Шаста, Тея Рейес |
| 18      | 2005 | Селеста Стар, Саванна Джеймс, Джинджер Ли, Джесси, Кайя Линн, Кина Кай, Лилиана Монро, Мисти Мэй |
| 19      | 2005 | Бри Беннетт, Селеста Стар, Коди Мило, Эмилианна, Кендра Аллен, Наоми, Сара Стоун, Софи |
| 20      | 2006 | Amazon, Ami Charms, Champagne, Кортни Симпсон, Эмилианна, Ирина Скай, Келли Клайн, Лена Рамон |
| 21      | 2006 | Ариэль Саммерс, Autumn Moon, Бри Беннетт, Кортни Симпсон, Даника, Ирина Скай, Джада Файер, Мишель Лей                                                                                                  |
| 22      | 2006 | Belle D' Leon, Кортни Симпсон, Мишель Астон, Пума Свид, Сидни Эллис |
| 23      | 2006 | Саванна Джеймс, Эмили Эвермур, Silky Thumper, Качи Старр, Мишель Астон, Мишель Лей, Накия Д'Ален, Сидни Эллис, Вероника Сноу                                                                           |
| 24      | 2006 | Amazon, Капри, Кортни Симпсон, Мишель Астон, Пенни Флейм, Шейна, Сидни Эллис, Вероника Сноу |
| 25      | 2006 | Кортни Симпсон, Силки Тампер, Джеки Джой, Джада Файер, Джайма Рид, Линн Лемей, Морган Марч, Сьюзан Эванс                                                                                               |
| 26      | 2006 | Анжела Фэйт, Карли Бэнкс, Дома, Мишель Лей, Николь Мур, Ребекка Стил, Саманта Райан, Зандер Лин |
| 27      | 2006 | Брианна Лав, Саванна Джеймс, Флауэр Туччи, Silky Thumper, Isis Love, Качи Старр, Келли Ли, Пенни Флейм                                                                                                 |
| 28      | 2006 | Анита Дарк, Саванна Джеймс, Мишель Лей, Синди Ланж, Сидни Эллис, Зои Бриттон |
| 29      | 2006 | Дома, Irina Sky, Дженавив Джоли, Марли Мур, Мишель Лей, Нина Хартли, Ребекка Стил, Сидни Эллис |
| 30      | 2007 | Кэндис Кокс, Карли Бэнкс, Джайма Рейд, Келли Клайн, Лена Рамон, Nevaeh, Николь Мур, Totally Tabitha |
| 31      | 2007 | Autumn Moon, Клара Дж., Саванна Джеймс, Silky Thumper, Ребека Линарес, Саманта Райан, Сатин Феникс, Зои Бриттон                                                                                        |
| 32      | 2007 | Энди Валентино, Autumn Moon, Брианна Лав, Дейзи Лэйн, Silky Thumper, Пума Свид, Рэнди Джеймс, Сидни Эллис                                                                                              |
| 33      | 2007 | Селеста Стар, Silky Thumper, Кайли Айрлэнд, Люциус Лопес, Мишель Лей, Наоми Банкс, Синн Сэйдж, Вероника Рэйн                                                                                           |
| 34      | 2007 | Ariel X., Бобби Старр, Капри, Дома, Эрика, Лена Николь, Кайла Синц, Мика Мур |
| 35      | 2007 | Ariel X., Бри Олсон, Isis Love, Джуэлс Джейд, Кайла Синц, Магдалина Сент-Майклз, Мишель Лей, Сатин Феникс                                                                                              |
| 36      | 2007 | Чарли Лэйн, Кала Крейвс, Лена Николь, Фэй Рейган, Кейша, Николь Мур |
| 37      | 2007 | Фэй Рейган, Silky Thumper, Ирина Скай, Лена Николь, Магдалина Сент-Майклз, Сандра Лароса, Сидни Эллис, Зои Бриттон                                                                                     |
| 38      | 2007 | Брианна Лав, Silky Thumper, Яна Кова, Джанет Мейсон, Кайли Ричардс, Николь Мур, Саманта Райан |
| 39      | 2008 | Бобби Иден, Флауэр Туччи, Silky Thumper, Келли Клайн, Кайли Айрлэнд, Пенни Флейм, Рукка Пейдж, Саманта Райан                                                                                           |
| 40      | 2008 | Анита Дарк, Ariel X., Николь Мур, Ребека Линарес, Рокси Девиль, Саманта Райан, Сочи Мала, Вероника Рэйн                                                                                                |
| 41      | 2008 | Анита Дарк, Чарли Лэйн, Дана Деармонд, Яна Кова, Рокси Девиль, Саманта Райан, Сидни Эллис, Виктория Гивенс                                                                                             |
| 42      | 2008 | Энди Валентино, Бобби Старр, Дейзи Лэйн, Саванна Джеймс, Яна Кова, Лоун Стар, Саша Холландер, Саванна Джейн                                                                                            |
| 43      | 2008 | Адрианна Николь, Бобби Иден, Бри Беннетт, Дана Деармонд, Саванна Джеймс, Fayth DeLuca, Мишель Астон, Сидни Эллис                                                                                       |
| 44      | 2008 | Jayma Reid, Рэйвинесс, Ребека Линарес, Саманта Райан, Зои Бриттон |
| 45      | 2008 | Селеста Стар, Чарли Лэйн, Саванна Джеймс, Пенни Флейм, Сандра Лароса, Сатин Феникс, Виктория Гивенс |
| 46      | 2008 | Layla Rivera, Лиза Нилс, Рэйвинесс, Саманта Райан |
| 47      | 2008 | Александра Айви, Алисса Рис, Селеста Стар, Силки Тампер, Яна Кова, Лиза Нилс, Ребека Линарес, Sindy Lange                                                                                              |
| 48      | 2008 | Энн Мари Риос, Бриджит Би, Саванна Джеймc, Фейт Леон, Jayme Langford, Ребека Линарес, Тори Блэк, Totally Tabitha                                                                                       |
| 49      | 2008 | Фэй Рейган, Джорджия Джонс, Келли Ли, Келли Скайлайн, Лили Редд, Prinzzess, Рокси Девиль, Тори Блэк |
| 50      | 2009 | Эйден Старр, Селеста Стар, Шарлотта Вейл, Диа Зерва, Саванна Джеймс, Яна Кова, Джулия Энн, Natalia Rossi, Prinzzess                                                                                    |
| 51      | 2009 | Диа Зерва, Эми Рейес, Джорджия Джонс, Хизер Старлет, Кендра Банкс, Лоун Стар, Prinzzess |
| 52      | 2009 | Алисса Рис, Cala Craves, Дома, Silky Thumper, Яна Кова, Лоун Стар, Мишель Астон, Синди Ланж |
| 53      | 2009 | A.J. Bailey, Эйден Старр, Эшлин Рей, Дана Деармонд, Дома, Лилли Лавли, Белла Рей, Саванна Джеймс |
| 54      | 2009 | Ава Аддамс, Cala Craves, Дана Деармонд, Франциска Фейселла, Джулиана Джолин, Prinzzess, Сэнди, Сид Блакович                                                                                            |
| 55      | 2009 | Алексис Форд, Ава Аддамс, Фейт Леон, Франциска Фейселла, Джанет Альфано, Prinzzess, Саванна Джеймс, Тейлор Виксен                                                                                      |
| 56      | 2009 | Алексис Тексас, Алисса Рис, Амбер Чейз, Сиси Стоун, Селеста Стар, Диа Зерва, Prinzzess, Сид Блакович                                                                                                   |
| 57      | 2009 | Клэр Адамс, Дана Деармонд, Evanni Solei, Джессика Бангкок, Джулиана Джолин, Жюстин Джоли, Венона, Зои Бриттон                                                                                          |
| 58      | 2009 | Бобби Старр, Джулиана Джолин, Карли Монтана, Кендра Банкс, Сэди Уэст, Сабрина Стар, Санни Лэйн, Зои Бриттон                                                                                            |
| 59      | 2010 | Капри Андерсон, Элли Хейз, Бобби Старр, Бренда Джеймс, Джинджер Ли, Джессика Бангкок, Джулия Энн, Сара Стоун                                                                                           |
| 60      | 2010 | Элли Хейз, Эшлин Рей, Никки Энн, Синди Хоуп, Нонейм Джейн, Мэдисон Янг, Рэйвинесс, Венона |
| 61      | 2010 | Ариелла Феррера, Бренда Джеймс, Дейзи Лэйн, Хайди Мэйн, Яна Кова, Prinzzess, Рэйвинесс, Виктория Уайт                                                                                                  |
| 62      | 2010 | Энди Сан Димас, Анита Дарк, Бобби Старр, Диа Зерва, Саванна Джеймс, Джулия Энн, Мэдисон Янг, Prinzzess                                                                                                 |
| 63      | 2010 | Анита Дарк, Бренда Джеймс, Селеста Стар, Саванна Джеймс, Хизер Старлет, Райан Кили, Венона, Зои Восс                                                                                                   |
| 64      | 2010 | Алисса Рис, Элизабет Энн, Индия Саммер, Kita Zen, Райан Кили, Саманта Райан, Таня Тейт, Tweety Valentine                                                                                               |
| 65      | 2010 | Эмбер Чейз, Бобби Старр, Бри Беннетт, Хизер Старлет, Кейтлин Раш, Prinzzess, Таннер Мэйс, Ванесса Кейдж                                                                                                |
| 66      | 2010 | Селеста Стар, Darryl Hanah, Хизер Старлет, Индия Саммер, Лили Кейд, Мисси Мартинес, Prinzzess, Тори Блэк                                                                                               |
| 67      | 2010 | Саванна Джеймс, Fayth DeLuca, Индия Саммер, Яна Кова, Лили Кейд, Саманта Райан, Синн Сэйдж, Зои Бриттон                                                                                                |
| 68      | 2010 | Бренда Джеймс, Саванна Джеймс, Джорджия Джонс, Елена Йенсен, Лена Николь, Мисси Мартинес, Сара Стоун                                                                                                   |
| 69      | 2011 | Бренда Джеймс, Селеста Стар, Шанель Престон, Индия Саммер, Елена Йенсен, Райан Кили, Шайла Дженнингс, Зои Холлоуэй                                                                                     |
| 70      | 2011 | Эйми Эддисон, Эмбер Чейз, Дана Деармонд, Индия Саммер, Яна Кова, Никки Хантер, Тара Линн Фокс, Зои Бриттон                                                                                             |
| 71      | 2011 | Ханна Фрэнсис, Индия Саммер, Джулиана Джолин, Мэдисон Янг, Prinzzess, София Сутра, Вики Чейз, Венона                                                                                                   |
| 72      | 2011 | Джада Файер, Джесси Палмер, Кайме Кай, Келли Дивайн, Магдалена Сент-Майклз, Никки Хантер, Наоми Банкс, Зои Восс                                                                                        |
| 73      | 2011 | Бренда Джеймс, Дженна Роуз, Кристина Роуз, Лили Кейд, Шей Фокс, Шайла Дженнингс |
| 74      | 2011 | Эви Скотт, Дана Деармонд, Джессика Бангкок, Джулия Энн, Джулиана Джолин, Мелисса Моне, Твити Валентайн, Вероника Авлав                                                                                 |
| 75      | 2011 | Дана Деармонд, Джиз Ли, Кики Дэйр, Кирстен Прайс, Мэрайя Милано, Мисси Мартинес, Розен Дебоу, Райан Кили                                                                                               |
| 76      | 2011 | Саванна Джеймс, Элиз Грейвс, Индия Саммер, Елена Йенсен, Natalie Nice, Сара Шевон, Зои Бриттон, Зои Холлоуэй                                                                                           |
| 77      | 2011 | Ария Аспен, Бобби Старр, Елена Йенсен, Магдалина Сент-Майклз, Розен Делоу, Сэнси Перл, Синди Ланж, Тесса Лейн                                                                                          |
| 78      | 2011 | Элли Джеймс, Индия Саммер, Елена Йенсен, Мисси Мартинес, Prinzzess, Шеридан Лав, Тиа Линг, Венона |
| 79      | 2012 | Эйнджел Дарк, Autumn Moon, Бри Дэниелс, Дэни Дэниелс, Silky Thumper, Prinzzess, Зои Бриттон |
| 80      | 2012 | Индия Саммер, Кара Прайс, Меллани Монро, Никки Дэниелс, Феникс Мари, Сабрина Дип, Шайла Дженнингс, Зои Бриттон                                                                                         |
| 81      | 2012 | Алисия Сильвер, Алисса Рис, Эшли Файерс, Саванна Джеймс, Индия Саммер, Кирстен Прайс, Prinzzess, Райли Дженсен                                                                                         |
| 82      | 2012 | Алекса Рэй, Эви Скотт, Cassandra Calogera, Хейли Каммингс, Николь Мур, Райли Эванс, Сара Стоун |
| 83      | 2012 | Алия Лав, Чери Девилль, Саванна Джеймс, Рэнди Рид, Рэнди Мур, Саманта Райан, Зои Холлоуэй |
| 84      | 2012 | Анджела Соммерс, Энджи Нуар, Ариелла Феррера, Ариана Августин, Саванна Джеймс, Prinzzess, Сабрина Дип, Салли Чарльз                                                                                    |
| 85      | 2012 | Анджела Соммерс, Бри Дэниелс, Чери Девилль, Дейзи Лэйн, Елена Йенсен, Никки Дэниелс, Салли Чарльз, Шайла Дженнингс                                                                                     |
| 86      | 2012 | Анджела Соммерс, Арьяна Августин, Джейден Коул, Лили Лабо, Меллани Монро, Николь Энистон, Сири, Вероника Сноу                                                                                          |
| 87      | 2012 | Джулия Энн, Цитерия, Дана Деармонд, Кирстен Прайс, Molly Bennett, Наташа Найс, Сэмми Роудс, Сири |
| 88      | 2012 | Лили Лабо, Саманта Сэйнт, Вероника Сноу, Янесса Джордан, Дженнифер Бэст, Анастасия Пирс, Кендра Джеймс                                                                                                 |
| 89      | 2012 | Юризан Белтран, Дейзи Мэри, Скин Даймонд, Адрианна Луна, Айсис Тейлор, Katt Dylan, Лейтон Бентон, Лейлани Лиэн                                                                                         |
| 90      | 2013 | Янесса Джордан, Саманта Райан, Пенни Пакс, Розен ДеБоу, Лили Картер, Даника Диллан, Бри Дэниелс, Elle Alexandra                                                                                        |
| 91      | 2013 | Джулия Энн, Зои Холлоуэй, Таня Тейт, Elle Alexandra, Диана Долл, Эш Голливуд, Пенни Пакс |
| 92      | 2013 | Чери Девилль, Сайрен де Мер, Дженна Дж. Росс, Ариана Августин, Шайла Дженнингс, Индия Саммер, Нонейм Джейн, Розен ДеБоу, Сара Шевон                                                                    |
| 93      | 2013 | Елена Йенсен, Синн Сэйдж, Хизер Старлет, Мэдисон Айви, Брэнди Лав, Диллион Харпер, Шарлотта Стокли, Аланна Монро                                                                                       |
| 94      | 2013 | Индия Саммер, Prinzzess, Элексис Монро, Алия Лав, Дианна Лаурен, Шайла Дженнингс, Сэди Холмс, Sovereign Syre                                                                                           |
| 95      | 2013 | Саманта Райан, Виксен Тейлор, Лили Лабо, Верука Джеймс, Кристи Нельсон, Одиль, Адриана Чечик, Эмбер Чейз                                                                                               |
| 96      | 2013 | Prinzzess, Клер Адамс, Алия Лав, Валентина Наппи, Бри Беннетт, Верука Джеймс, Адриана Сепфора |
| 97      | 2013 | Анника Элбрайт, Пресли Харт, Верука Джеймс, Симона Соней, Элли Джеймс, Бри Беннетт, Prinzzess |
| 98      | 2013 | Prinzzess, Джессика Бангкок, Джесса Роудс, Таня Тейт, Райли Рид, Кимбер Дэй, Меллани Монро |
| 99      | 2013 | Хлоя Фостер, Prinzzess, Джесса Роудс, Джейден Тейлорс, Бри Дэниелс, Кэнделл Карсон |
| 100     | 2013 | Хизер Старлет, Рэйвинесс, Ариелла Феррера, Индия Саммер, Зои Холлоуэй, Prinzzess, Верука Джеймс, Бонни Роттен, Дана Деармонд, Бри Беннетт, Коди Мило, Лена Николь, Фэй Рейган, Тори Блэк, Сид Блакович |

### Серии 101–165
| № серии | Год  | Актрисы |
| ------- | ---- | --- |
| 101     | 2014 | Елена Йенсен, Зои Холлоуэй, Лена Николь, Катерина Кей, Ariel X, Хизер Силк, Лили Картер, Prinzzess |
| 102     | 2014 | Бри Дэниелс, Бретт Росси, Дилан Райдер, Элексис Монро, Индия Саммер, Лаэла Прайс, Prinzzess Sahara, Тейлор Виксен |
| 103     | 2014 | Индия Саммер — Янесса Джордан, Елена Йенсен — Райан Кили, Бри Дэниелс — Эшли Скотт, Алисия Сильвер — Наташа Войя |
| 104     | 2014 | Эмбер Чейз — Частити Линн, Хизер Старлет — Шайла Дженнингс, Николь Мур — София Белла, Элис Марч — Prinzzess |
| 105     | 2014 | Бри Беннетт — Мэллани Монро, Prinzzess — Шаэ Сноу, Эмбер Чейз — Бренда Джеймс, Элексис Монро — Таня Тейт |
| 106     | 2014 | Алия Лав — Синн Сэйдж, Элексис Монро — Мелисса Моне, Пресли Харт — Шайла Дженнингс, Totally Tabitha — Индия Саммер |
| 107     | 2014 | Эйден Старр — Elise Graves — Элексис Монро, Брэнди Лав — Синди (Cala Craves), Kimber Day — Prinzzess, Рэйвинесс — Хизер Старлет |
| 108     | 2014 | Алия Лав — Prinzzess, Эбигейл Мэк — Лена Николь, Лена Николь — Prinzzess, Николь Мур — Тара Морган |
| 109     | 2014 | Джессика Бангкок, Вероника Авлав — Джулия Энн, Josi Valentine — Шайла Дженнингс, Эшлин Моллой — Prinzzess, Джорджиа Джонс — Ана Фокс |
| 110     | 2014 | Хизер Старлет — Рэйвинесс, Индия Саммер — Элексис Монро, Brandy Smile — Вера (Dana Kelly), Джиллиан Джансон — Prinzzess; Софи Мун (нон-секс роль) |
| 111     | 2014 | Хейден Хоккенс и Лена Николь, Сайрен Де Мер и Таня Тейт, Prinzzess — Totally Tabitha, Лена Николь и Аидра Фокс |
| 112     | 2014 | Алия Лав — Элексис Монро, Дома — Саванна Стил, Магдалена Ст. Майклс — Sovereign Syre, Alexis Couture — Kelly Leigh |
| 113     | 2015 | Дэррил Хана — Таня Тейт, Холли Майклс — Рэнди Мур, Индия Саммер — Кендра Ласт, Джорджиа Джонс — Prinzzess |
| 114     | 2015 | Lux Kassidy — Tweety Valentine, Саманта Райан — Шайла Дженнингс, Prinzzess — Мерседес Каррера, Эйден Старр — Evie Delatosso — Клер Адамс |
| 115     | 2015 | Даника Диллан — Индия Саммер, Дестини Диксон — Mariah Milano, Сайрен де Мер — Элексис Монро, Кейша Грей — Скарлет Ред |
| 116     | 2015 | Дэни Дэниелс — Индия Саммер, Bibette Blanche — Анита Дарк, Сара Шевон — Layla Rose, Тейлор Виксен — Элли Хейз |
| 117     | 2015 | Элексис Монро — Hana Black, Джулия Энн — Tweety Valentine, Шайла Дженнингс — Natalie Nice, Чери Девилль — Сайрен де Мер |
| 118     | 2015 | Дана Деармонд — Kara Price, Ария Аспен — Бри Дэниелс, Ashley Graham — Дэни Дэниелс, Минди Минк — Lynn Vega |
| 119     | 2015 | Индия Саммер — Крисси Линн, Elle Alexandra — Лили Картер, Эмбер Чейз — Elle Alexandra, Минди Минк — Анника Элбрайт |
| 120     | 2015 | Ариелла Феррера — Hana Black, Prinzzess — Ванесса Веракрус, Индия Саммер — Хармони Пакссон, Анита Дарк — Prinzzess — Tabby (Zoey Kush) |
| 121     | 2015 | Лили Лабо — Синн Сэйдж, Kara Price — Саманта Райан, Элексис Монро — Hana Black, Лиза (Cameron Cruz) — Каталин Кирали |
| 122     | 2015 | Prinzzess — Валентина Наппи, Leenah Rae — Lone Start Angel, Анита Дарк — Karen Kougar, Синди — Магдалена Ст. Майклс |
| 123     | 2015 | Райли Рид — Мелисса Мур, Адриана Чечик — Шай Лав, Sydni Ellis (Ника Ноэль) — Магдалена Ст. Майклс, Evilyn Fierce — Даника Диллан |
| 124     | 2015 | Shyla Ryder — Шай Лав, Джиллиан Джансон — Кирстен Прайс, Анджела Соммерс — Шайла Дженнингс, Элли Хейз — Мерседес Каррера |
| 125     | 2016 | Cindy Craves — Angie, Elle Alexandra — Феникс Мари, Чери Девилль — Hayden Night, Анника Элбрайт — Дэни Дэниелс |
| 126     | 2016 | Флауэр Туччи — Prinzzess, Эмбер Чейз — Бри Дэниелс, София Санти — Нина Мерседес, Тристин Кеннеди — Ashlynn Leigh |
| 127     | 2016 | Хизер Старлет — Сара Стоун, Эмбер Чейз — Бренда Джеймс, Джейден Коул — Tabby (Zoey Kush), Mariah Milano — Элексис Монро |
| 128     | 2016 | Верука Джеймс — Скарлет Ред, Hayden Night — Нонейм Джейн, Мелани Риос — Prinzzess, Франческа Ли — Синн Сэйдж |
| 129     | 2016 | Элексис Монро — Karen Kougar, Персия Монир — Сэди Майклс, Таннер Мэйс — Шайла Дженнингс, Алия Лав — Кира Келли |
| 130     | 2016 | Aryana Augustine — Сабрина Дип, Crystal Jewels — Рэйлин, Prinzzess — Лана Роудс, Shyla Ryder — Скарлет Ред |
| 131     | 2016 | DVD №1: Кирстен Ли — Стелла Кокс, Алексис Фокс — Blake Eden, Nicole Clitman — Prinzzess, Кирстен Ли — Скарлет Ред; DVD №2: Шанель Престон — Мерседес Каррера, Шайла Дженнингс — Зои Холлоуэй, Елена Йенсен — Тейлор Виксен, Дэни Дэниелс — Минди Минк, Анджела Соммерс — Чери Девилль, Брианна Лав — Дома, интервью Домы — мисс «Road Queen» |
| 132     | 2016 | Таня Тейт — Лана Роудс, Чери Девилль — Верука Джеймс, Shyla Ryder — Стелла Кокс, Дэни Дэниелс — Елена Йенсен |
| 133     | 2016 | Элексис Монро — Эллисон Пирс, Даника Диллан — Джазмин, Джина Валентина — Prinzzess, Кирстен Ли — Блэр Уильямс |
| 134     | 2016 | Алексис Фокс — Эльза Джин, Элисон Рей — Кирстен Ли, Пэйтон Ли — Prinzzess, Juliette March — Тина |
| 135     | 2016 | Эльза Джин — Ванесса Веракрус, Блэр Уильямс — Меган Рэйн, Мерседес Каррера — Ванесса Веракрус, Джейден Коул — Минди Минк |
| 136     | 2016 | Кэти Морган — Шарлотт Кросс, Мари Маккрэй — Мисти Стоун, Нина Элле — Лорен Филлипс, Лира Лоу — Мисти Стоун |
| 137     | 2017 | Лили Джордан — Рейган Фокс, Холли Хендрикс — Кристина Роуз, Элиза Джейн — Лина Пол, Хлоя Кутюр — Хейли Рид |
| 138     | 2017 | Бриана Бэнкс — Бретт Росси, Вероника Авлав — Кристи Стивенс, Лорен Филлипс — Рина Скай, Кэти Морган — Ева Лонг |
| 139     | 2017 | Алексис Фокс — Дженна Фокс, Элиза Джейн — Карли Грей, Айви Джонс — Меган Сейдж, Рейган Фокс — Ванесса Веракрус |
| 140     | 2017 | Рейган Фокс — Теган Джеймс, Джина Валентина — Тиффани Уотсон, Жасмин Джей — Сидни Коул, Жасмин Джей — Лина Пол — Эшли Адамс |
| 141     | 2017 | Огаст Эймс — Riley Nixon, Картер Круз — Эльза Джин, Riley Nixon — Эльза Джин, Картер Круз — Огаст Эймс |
| 142     | 2017 | Карли Грей — Prinzzess, Алексис Фокс — Эльза Джин, Райан Райанс — Summer Day, Рейган Фокс — Вайолет Старр |
| 143     | 2017 | Дарси Дольче — Emily Mena, Меган Рэйн — Джина Валентина, Карли Грей — Лина Пол, Меган Рэйн — Хани Голд |
| 144     | 2017 | Эльза Джин — Роми Рэйн, Alison Rey — Блэр Уильямс, Prinzzess — Роми Рэйн, Ayumi Anime — Огаст Эймс |
| 145     | 2017 | Val Dodds — Оливия Нова, Олив Гласс — Кисса Синс, Уитни Райт — Олив Гласс, Джуди Джоли — Эва Лонг |
| 146     | 2017 | Жизель Палмер — Роми Рэйн, Джессика Рекс — Лина Пол, Кори Чейс — Скарлетт Сэйдж, Дана Деармонд — Мэдди О’Райли |
| 147     | 2017 | Лили Лабо — Скарлетт Сэйдж, Элла Нова — Джессика Рекс, Долли Ли — Лили Лабо, Лорен Филлипс — Вайолет Старр |
| 148     | 2017 | Элла Нова — Prinzzess, Долли Ли — Скарлетт Сэйдж, Лорен Филлипс — Эльза Джин, Бри Дэниелс — Шайла Дженнингс |
| 149     | 2017 | Карли Грей — Джессика Рекс, Роми Рэйн — Вайолет Старр, Кори Чейс — Dee Williams, Кэти Джейн — Скарлетт Сэйдж |
| 150     | 2018 | Кори Чейс — Жизель Палмер, Dee Williams — Summer Day, Джессика Рекс — Минди Минк, Анисса Кейт — Кэти Джейн |
| 151     | 2018 | Дженна Дж. Росс — Стефани Уэст, Кэгни Линн Картер — Пристин Эдж, Памела Моррисон — Alix Lovell, Виктория Джун — Сара Джесси |
| 152     | 2018 | Каролина Свитс — Serene Siren, Элла Нокс — Алана Круз, Эва Лонг — Каролина Свитс, Райан Кили — Дженна Фокс |
| 153     | 2018 | Джейд Найл — Олив Гласс, Нина Элле — Ханна Хэйс, Олив Гласс — Kyra Rose, Serene Siren — Данни Риверс |
| 154     | 2018 | Эбигейл Мэк — Айзис Лав, Катрина Джейд — Ана Фокс, Лили Лав — Кензи Тейлор, Райчел Райан — Liza Rowe |
| 155     | 2018 | Лорен Филлипс — Summer Day, Jade Baker — Джессика Рекс, Джейден Коул — Райан Кили, Шанель Престон — Элиза Ибарра |
| 156     | 2018 | Джейден Коул — Сайрен де Мер, Prinzzess — Summer Day, Prinzzess — Виктория Вокс, Дженна Сатива — Milana May |
| 157     | 2018 | Ариана Мари — Isabella Nice, Джейд Найл — Лекси Луна, Sami Parker — Виенна Блэк, Скарлетт Сэйдж — Vanna Borgot |
| 158     | 2018 | Элиза Ибарра — Victoria Voxxx, Дженна Сатива — Шайла Дженнингс, Алия Лав — Бри Дэниелс, Джина Валентина — Vanna Borgot |
| 159     | 2018 | Саманта Райан — Терри, Gigi La Porte — Tia Gunn, Анни Аврора — Кармен Кальенте, Vanna Bardot — Victoria Voxxx |
| 160     | 2018 | Дейзи Стоун — Лекси Луна, Isabella Nice — Кендра Спейд, Пристин Эдж — Элексис Монро, Адриан Хаш — Джейд Куш |
| 161     | 2018 | Бретт Росси — Эй Джей Эпплгейт, Жасмин Джей — Чери Девилль, Крисси Линн — Serene Siren, Райчел Райан — Victoria Voxxx |
| 162     | 2019 | Эва Лонг — Lacy Lennon, Брук Беретта — Prinzzess, Дарси Дольче — Данни Риверс, Кайли Кингстон — Victoria Voxxx |
| 163     | 2019 | Роми Рэйн — Victoria Voxxx, Кармен Кальенте — Emma Starletto, Элисон Рей — Вера Кинг, Шанель Престон — Пенни Пакс |
| 164     | 2019 | Ванна Бардот — Vienna Rose, Алана Круз — Victoria Voxxx, Вера Кинг — Sophia Lux, Alison Rey — Katy Jayne |
| 165     | 2019 | Анисса Кейт — La Sirena, Наташа Найс — Victoria Voxxx, Кэти Джейн — Victoria Voxxx, Lacy Lennon — Serene Siren |